# Finow (Eberswalde)
Finow ist seit 1970 ein eingemeindeter Ortsteil am westlichen Stadtrand von Eberswalde im Oberbarnim.

## Geschichte
Finow entstand im Jahr 1928 durch Zusammenlegung des 1294 erstmals genannten Dorfes Heegermühle mit den bis dahin selbständigen Gemeinden Eisenspalterei-Wolfswinkel und Messingwerk und wurde 1935 zur Stadt erklärt. 1970 erfolgte der Zusammenschluss der Städte Eberswalde und Finow unter dem Namen Eberswalde-Finow.
Der Ort erhielt 1907 durch die 1996 stillgelegte Eberswalde-Finowfurter Eisenbahn und in den 1930er Jahren durch den Flugplatz Eberswalde-Finow weitere Verkehrsanbindungen. Anfang des 20. Jahrhunderts entstand in Finow nach Plänen des Architekten Paul Mebes die Messingwerksiedlung mit bemerkenswerten einheitlichen Wohnhausensembles.
Während des Zweiten Weltkrieges wurden weibliche Häftlinge des KZ Ravensbrück im Geheimwerk der Finower Industrie GmbH, der Munitionsfabrik „Waldeslust“ an der Angermünder Straße, bei der Herstellung von Gewehrmunition ausgebeutet. Sie lebten unter unmenschlichen Bedingungen in dem KZ-Außenlager Finow des KZ Ravensbrück.
Markant ragt aus der flachen Landschaft am nördlichen Ortsrand der ebenfalls von Paul Mebes 1916/1917 gebaute monumentale Wasserturm heraus, der zum Kriegerdenkmal umgestaltet wurde, nachdem er nicht mehr in Betrieb war.

## Kultur und Sehenswürdigkeiten

### Kirchen
- Evangelische Pfarrkirche
- Katholische Kirche St. Theresia

### Geschichtsdenkmale
- Kupferhaussiedlung, entworfen von Walter Gropius im Jahr 1931
- Gedenkstätte für Zwangsarbeiter aus der Sowjetunion, Polen und Italien auf dem Friedhof Biesenthaler Straße
- Denkmal von 1950 für die Opfer des Faschismus im früheren „Rosengarten“ neben der Hauptstraße, das u. a. den Finowern Karl Bach und Max Puhl gewidmet ist, die im KZ Sachsenhausen ermordet wurden
- Gedenkstätte für die KPD-Widerstandsgruppe um Werner Krause und Walter Empacher, die mit kirchlich-katholischen und ausländischen Widerstandsgruppen zusammenarbeiteten

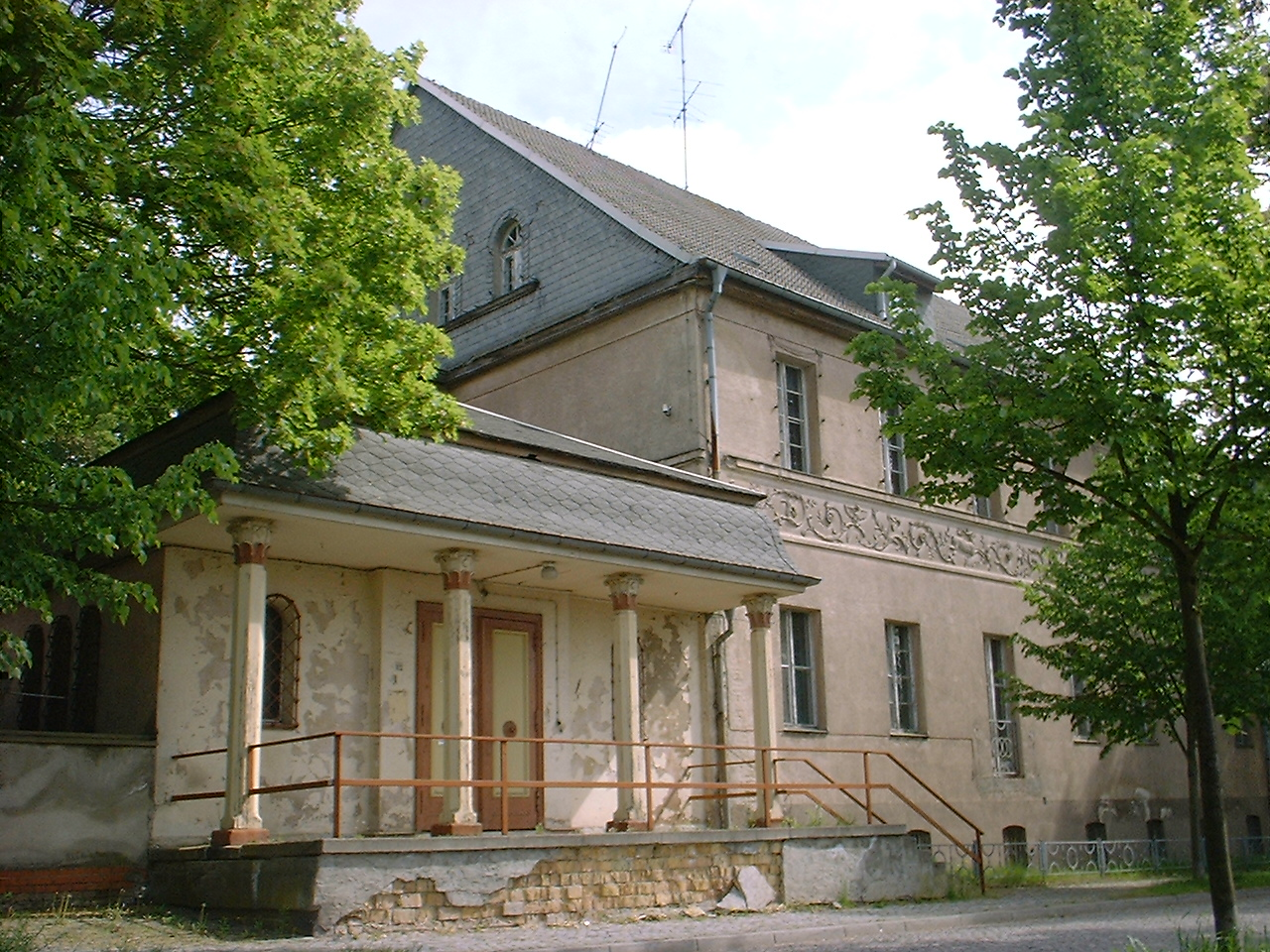
Villa Hirsch in der Messingwerksiedlung
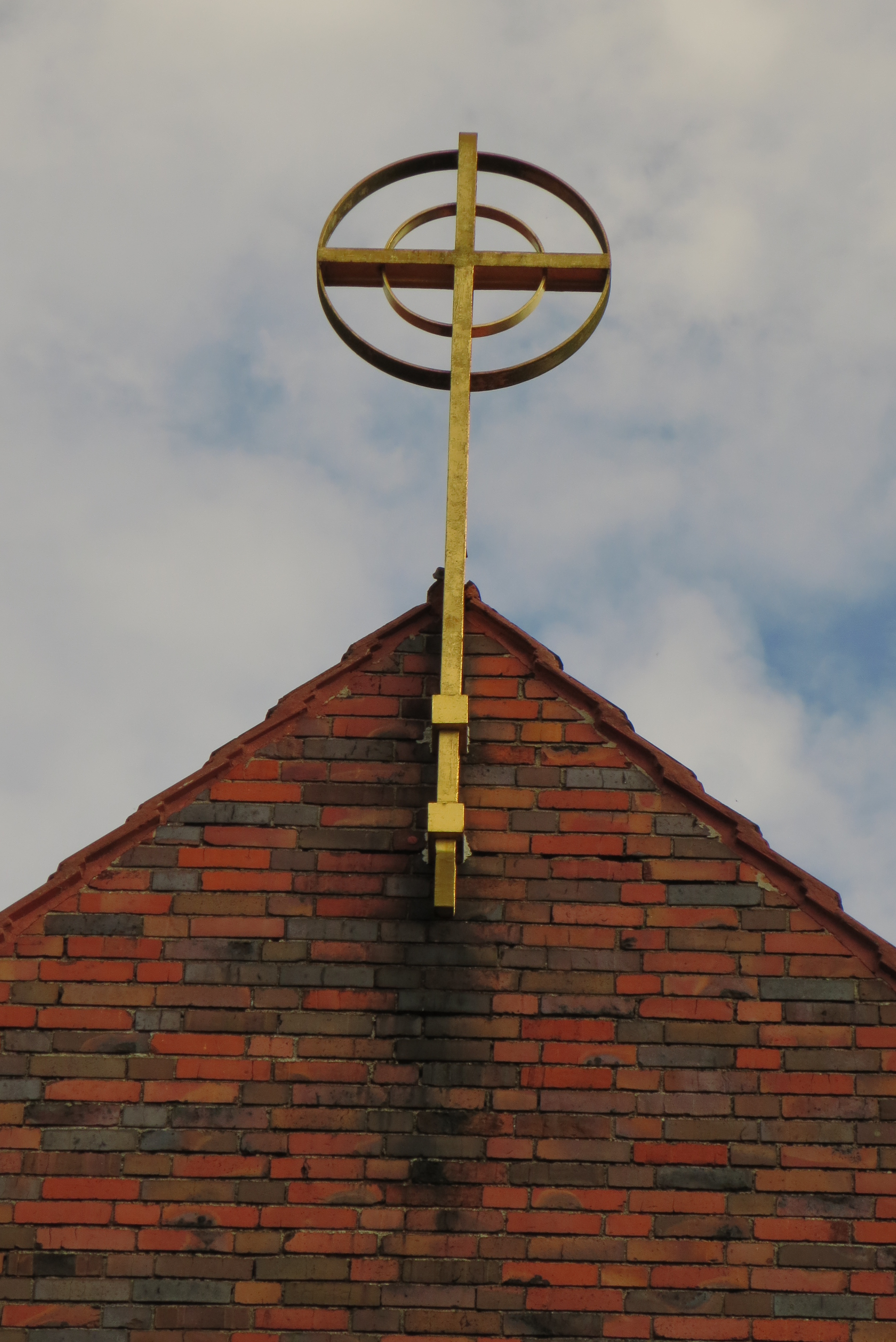
Goldenes Kreuz der St.-Theresia-Kirche
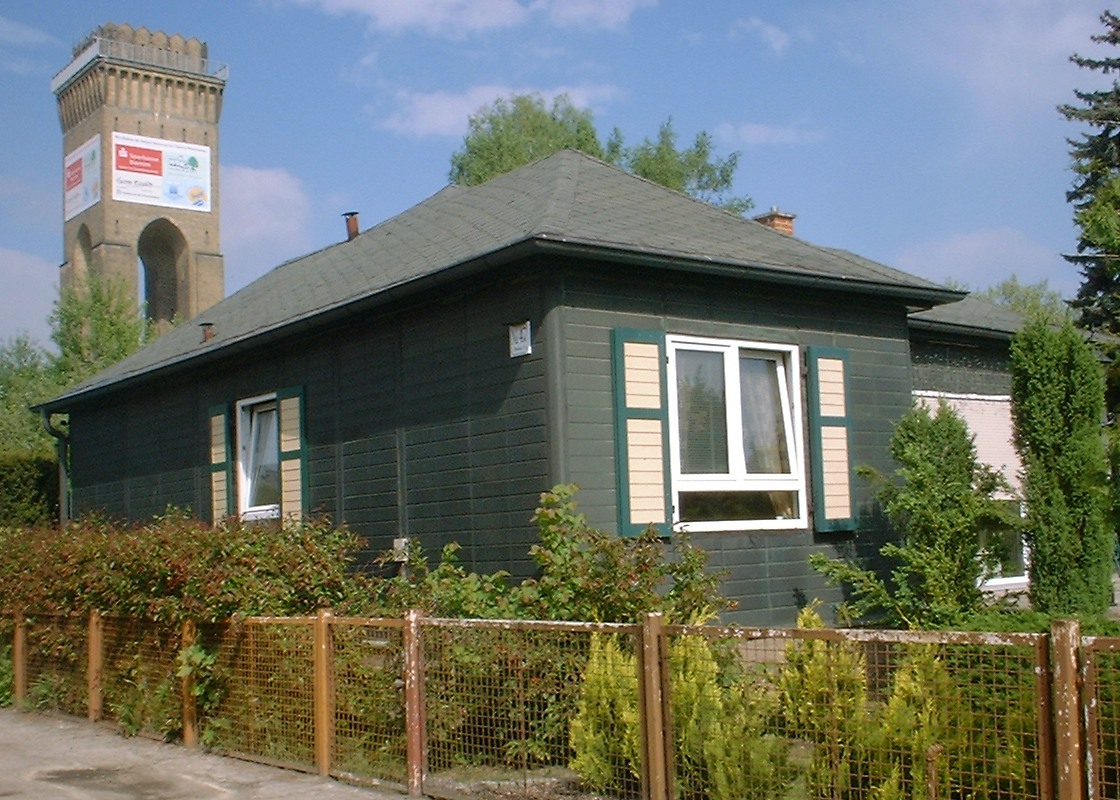
Kupferhaus
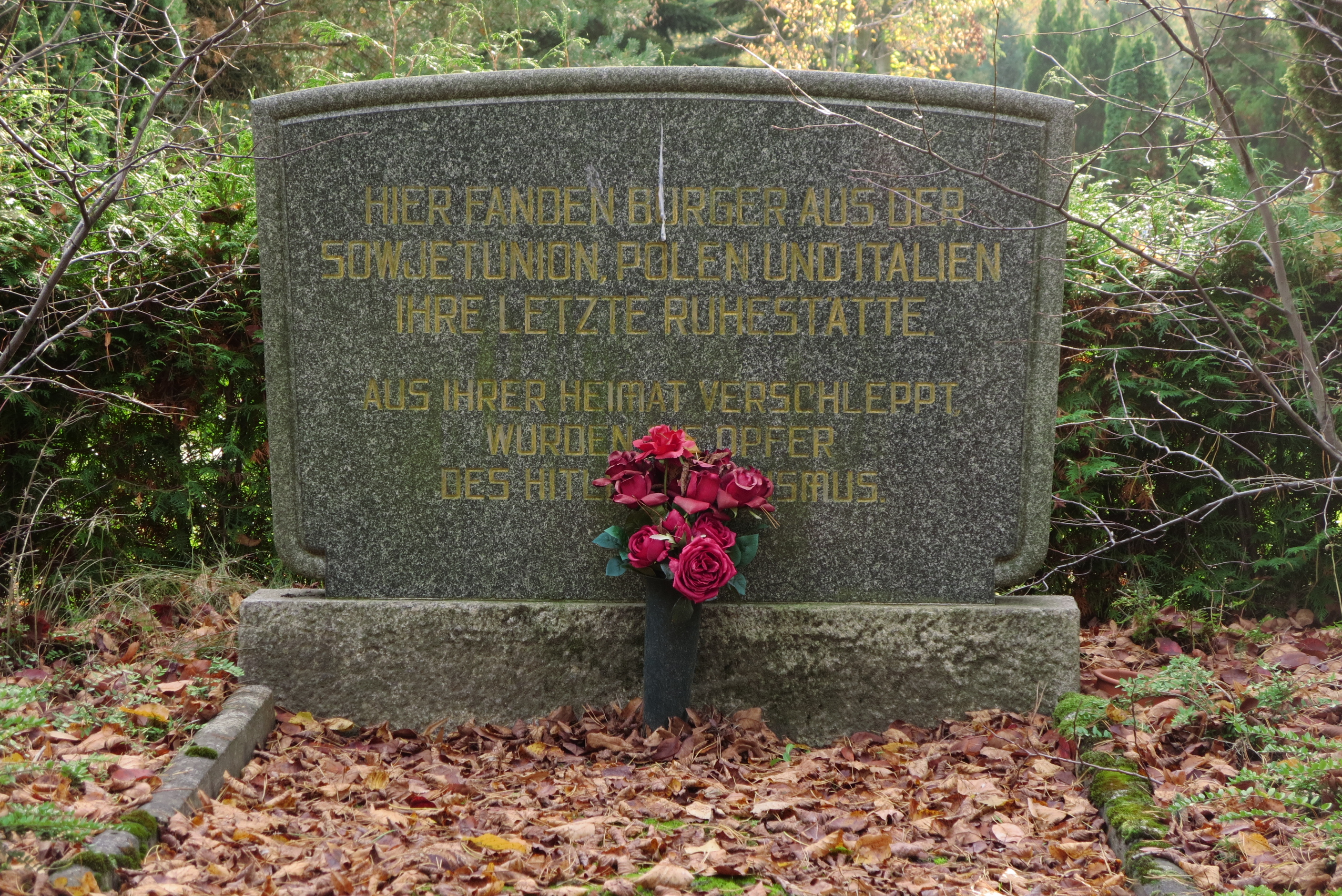
Gedenkstätte für Zwangsarbeiter

## Wappen

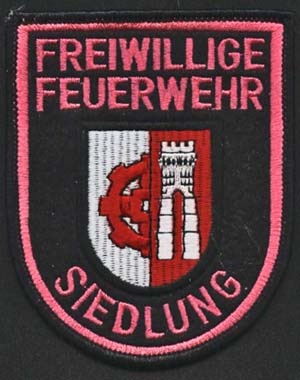
Wappen im Emblem der Freiwilligen Feuerwehr Clara-Zetkin-Siedlung

| Wappen von Finow | Blasonierung: „Gespalten von Silber und Rot; links ein halbes rotes Zahnrad, rechts der silberne Wasserturm.“ |
| Wappen von Finow | Das Wappen wurde am 29. Januar 1937 mit Verleihungsurkunde bestätigt.                                         |